# Милош Кос
Милош Кос (Приједор, 1. август 2002) српски је рукометаш који игра на позицији левог бека. Тренутно наступа за Загреб и за репрезентацију Србије.

## Клупска каријера
Омладинску каријеру је почео у Козарској Дубици, а потом је био у Извиђачу, где је касније дебитовао као сениор и освојио Премијер лигу и Куп Босне и Херцеговине.
Године 2022. прешао је у РК Загреб.

## Репрезентативна каријера
Са јуниорском репрезентацијом Србије, Кос је освојио бронзану медаљу на Европском првенству до 20 година 2022, где је био четврти најбољи стрелац са 44 гола.
У октобру 2022. године дебитовао је за сениорску репрезентацију Србије. Тони Ђерона га је уврстио у састав екипе за Европско првенство 2024.

## Трофеји
Извиђач
- Премијер лига Босне и Херцеговине: 2020/21.
- Куп Босне и Херцеговине: 2021/22.

Загреб
- Премијер лига Хрватске: 2022/23.
- Куп Хрватске: 2022/23, 2023/24.